# Lukaian Baptista
Lukaian Baptista (San Paolo, 7 aprile 1983) è un giocatore di calcio a 5 brasiliano.

## Carriera
Pivot estremamente prolifico, Lukaian è stato il primo giocatore a giocare in tutti i massimi campionati europei (Portogallo, Spagna, Russia, Kazakistan e Italia). Con i kazaki del Qairat ha vinto la Coppa UEFA 2015.

## Palmarès

### Competizioni nazionali
- Campionato brasiliano: 1
Ulbra: 2003
- Supercoppa del Portogallo: 1
Benfica: 2003
- Campionato italiano: 1

A&S: 2017-18
- Coppa Italia: 2
A&S: 2017-18, 2018-19
- Supercoppa italiana: 1

A&S: 2018

### Competizioni internazionali
- Coppa UEFA: 1
Kairat: 2014-15